# Myriopus poliochros
Myriopus poliochros là loài thực vật có hoa trong họ Mồ hôi. Loài này được (Spreng.) Small mô tả khoa học đầu tiên.